# 劉懷
劉懷（1413年—？），字以德，順天府大興縣人，富戶籍。明朝政治人物。進士出身。

## 生平
順天府鄉試第四十八名。正統七年（1442年）壬戌科會試第五十九名，殿試登進士第三甲第五十四名。

## 家族
曾祖劉寶二。祖父劉仲善。父亲劉昇宗。